# تشنارة (ماجين)
تشنارة (بالفارسية: چناره) هي قرية تقع في إيران في قسم ماجين الريفي.